# Joey Votto
Joseph Daniel "Joey" Votto (nacido el 10 de septiembre de 1983) es un primera base canadiense de béisbol profesional que juega para los Cincinnati Reds de las Grandes Ligas, con quienes debutó en 2007.
Votto ha sido seleccionado a seis Juegos de Estrellas y ha ganado siete veces el Premio Tip O'Neill como el mejor beisbolista canadiense del año. En 2010, fue reconocido como el Jugador Más Valioso de la Liga Nacional y ganó el Premio Hank Aaron, además de recibir el Trofeo Lou Marsh como mejor deportista canadiense del año.

## Carrera profesional

### Cincinnati Reds
Votto fue seleccionado en la segunda ronda (44.ª selección global) del draft de 2002 por los Rojos de Cincinnati. Luego de dos años en las ligas de novatos, tuvo un gran rendimiento con los Dayton Dragons de Clase A que le valió una promoción a los Potomac Nationals de Clase A avanzada en 2004. Luego de declinar en 2005, disfrutó de su mejor campaña en las ligas menores en 2006, donde jugó con los Chattanooga Lookouts de Clase AA y fue invitado al Juego de Futuras Estrellas. Al finalizar la temporada fue nombrado como Jugador Más Valioso de la Liga Sureña.
En 2007, inició la campaña con los Louisville Bats de Clase AAA. Fue llamado a Grandes Ligas el 1 de septiembre, y debutó con los Rojos el 4 de septiembre ante los Mets de Nueva York, donde recibió un ponche por parte de Guillermo Mota en su primer turno al bate. Sin embargo, en su segundo turno al bate conectó el primer jonrón de su carrera en las mayores, y finalizó el juego con registro de 3-5 y dos carreras anotadas. Finalizó la temporada con promedio de bateo de .321, cuatro jonrones y 17 carreras impulsadas.
En 2008, Votto finalizó en segundo lugar en la votación al Novato del Año de la Liga Nacional, detrás del receptor Geovany Soto de los Cachorros de Chicago. Lideró a todos los novatos de la liga en promedio de bateo (.297), hits (156), jonrones (24), bases totales (266), juegos multi-hit (42), porcentaje de embasado (.368) y porcentaje de slugging (.506). Además impulsó 84 carreras, estableciendo una nueva marca para un novato de los Rojos de Cincinnati, la cual era de 83 establecida por Frank Robinson en 1956.
Votto jugó para el equipo de Canadá en el Clásico Mundial de Béisbol 2009. A pesar de perderse 31 juegos por razones personales, finalizó la temporada 2009 entre los líderes en promedio de bateo (.322), porcentaje de embasado (.414) y porcentaje de slugging (.567), además de conectar 25 jonrones.
En 2010, Votto fue invitado a su primer Juego de Estrellas, vía el Voto Final. Finalizó la temporada con promedio de .324, 113 impulsadas, 106 anotadas y 37 jonrones, incluyendo un grand slam ante Tommy Hanson de los Bravos de Atlanta. Lideró todas las mayores en porcentaje de embasado (.424), y la Liga Nacional en porcentaje de sluggig (.600) y OPS (1.024). Fue galardonado con el Premio Hank Aaron, y reconocido como el Jugador Más Valioso de la Liga Nacional, superando a Albert Pujols, y convirtiéndose en el tercer canadiense en ganar dicho reconocimiento, después de Larry Walker y Justin Morneau.

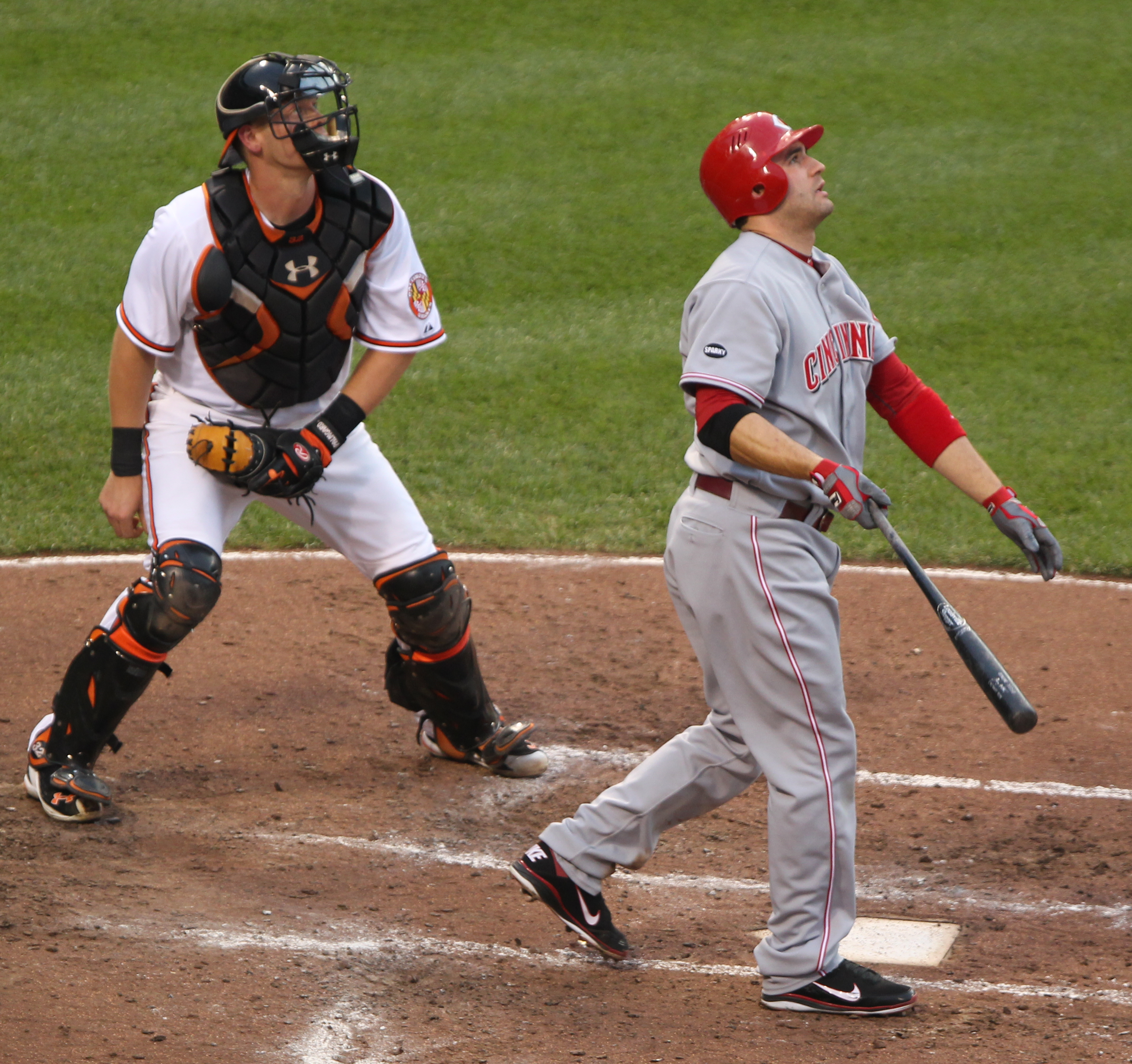
Votto y el receptor Matt Wieters en 2011.

El 16 de enero de 2011, Votto acordó por tres años y $38 millones con los Rojos. El 25 de junio conectó el jonrón 100 de su carrera, ante Brian Matusz de los Orioles de Baltimore. El 3 de julio fue elegido como reserva para el Juego de Estrellas. Finalizó el 2011 con .309 de promedio, 29 jonrones y 103 impulsadas, convirtiéndose en el primer jugador de los Rojos en registrar 100 o más impulsadas en temporadas consecutivas desde Dave Parker en 1985-1986. El 1 de noviembre ganó su primer Guante de Oro, y quedó en sexto lugar en la votación al Jugador Más Valioso la cual ganó Ryan Braun de los Cerveceros de Milwaukee.
El 2 de abril de 2012, Votto firmó una extensión de contrato por 10 años y $225 millones con los Rojos, con opción hasta 2024, convirtiéndose en el quinto contrato más grande en la historia de las Grandes Ligas. Una vez más fue invitado al Juego de Estrellas, en esta ocasión por los fanes. El 16 de julio los Rojos anunciaron que Votto se sometería a una cirugía para reparar un menisco de la rodilla izquierda, por lo que no se reincorporó al equipo hasta el 5 de septiembre. Finalizó la temporada con .337 de promedio, 44 dobles, 14 jonrones y 56 empujadas en 111 juegos.
Votto jugó para el equipo de Canadá en el Clásico Mundial de Béisbol 2013. Nuevamente fue escogido como el primera base titular de la Liga Nacional para el Juego de Estrellas.

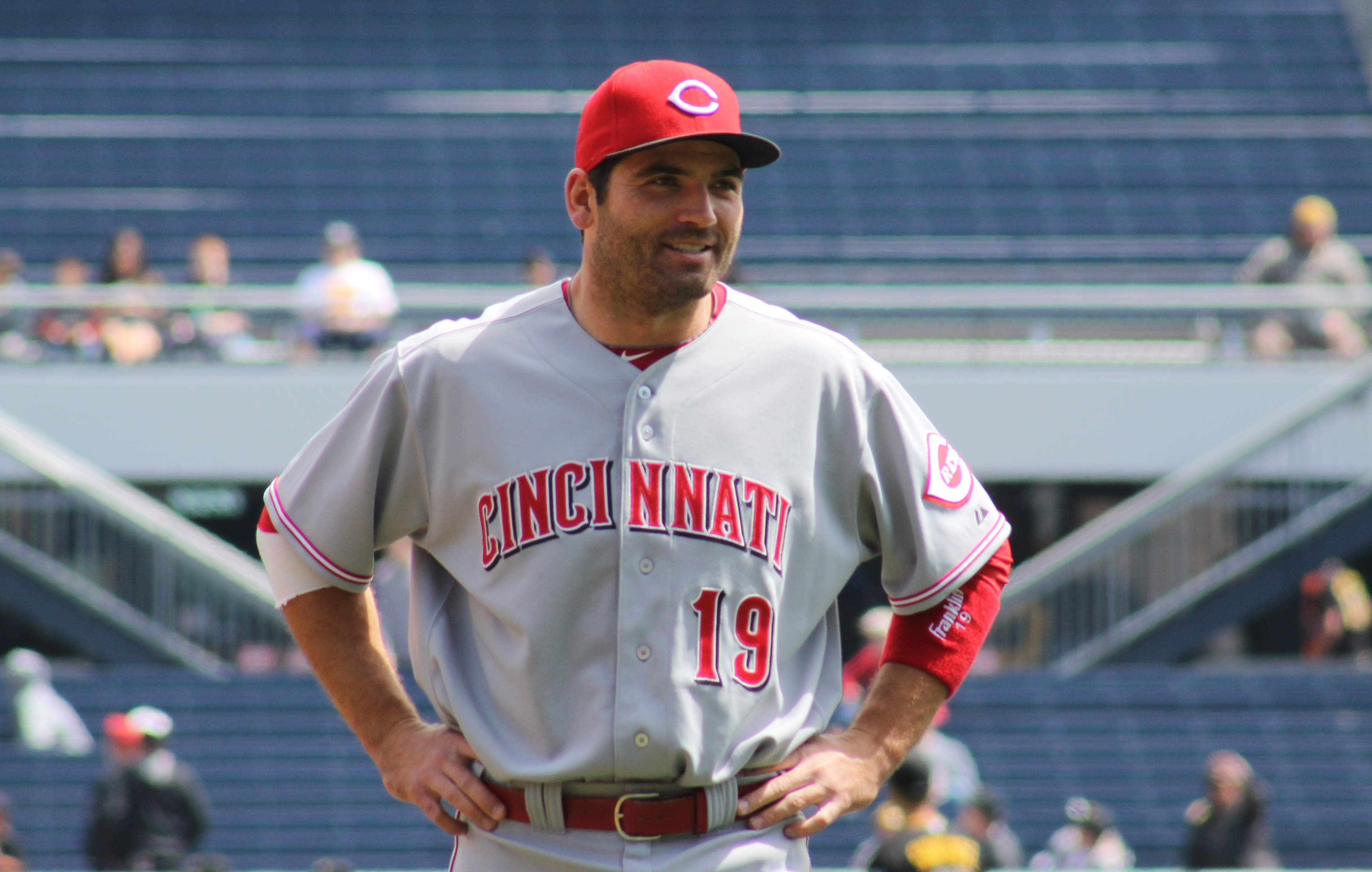
Votto en abril de 2014.

En 2014, debido a las lesiones solo participó en 62 juegos, donde conectó para promedio de .255, seis jonrones y 23 impulsadas.
En 2015, Votto participó en 158 juegos, registrando promedio de .314, 29 jonrones y 80 impulsadas, además de recibir 143 bases por bolas, el mayor número en todas las mayores. Finalizó en tercer lugar en la votación al Jugador Más Valioso de la Liga Nacional, detrás de Bryce Harper y Paul Goldschmidt.
Luego de un lento inicio de temporada en 2016, Votto se convirtió en el primer jugador desde Ichiro Suzuki en 2004 en registrar más de .400 de promedio de bateo luego del Juego de Estrellas. Finalizó la temporada con .326 de promedio, 29 jonrones y 99 impulsadas en 158 juegos.
En 2017, Votto fue seleccionado a su quinto Juego de Estrellas y quedó segundo en la votación al Jugador Más Valioso por solo 2 puntos detrás de Giancarlo Stanton, luego de culminar la temporada con promedio de .320, 36 jonrones y 100 impulsadas en 162 juegos.
En 2018, Votto nuevamente fue seleccionado al Juego de Estrellas luego de registrar ocho jonrones y 44 impulsadas en la primera mitad de la temporada. Finalizó la temporada registrando promedio de .284 con 12 jonrones y 67 impulsadas, y lideró la Liga Nacional por tercer año consecutivo con un porcentaje de embasado de .417.